# Erik Parlevliet
Erik Robert Parlevliet (Zevenaar, 8 juni 1964 – Rosmalen, 22 juni 2007) was een Nederlands hockeyer.
Hij kwam 155 maal uit voor het Nederlands elftal en scoorde daarin 47 keer. Het hoogtepunt van zijn carrière was het WK van 1990, waar Nederland de titel won. Met Oranje won hij ook brons tijdens de Olympische Spelen van 1988 in Seoel. Hij deed vijfmaal mee aan de Champions Trophy en werd in 1987 Europees kampioen.
Sinds 2006 was Parlevliet ongeneeslijk ziek. Hij overleed op 43-jarige leeftijd.

## Internationale erelijst
| JAAR | TOERNOOI               | PLAATS                | RESULTAAT     |
| ---- | ---------------------- | --------------------- | ------------- |
| 1987 | Champions Trophy       | Amstelveen, Nederland | Zilver        |
| 1987 | Europees kampioenschap | Moskou, Sovjet-Unie   | Goud          |
| 1988 | Olympische Spelen      | Seoel, Zuid-Korea     | Brons         |
| 1989 | Champions Trophy       | Berlijn, Duitsland    | Zilver        |
| 1990 | Wereldkampioenschap    | Lahore, Pakistan      | Goud          |
| 1991 | Europees kampioenschap | Parijs, Frankrijk     | Zilver        |
| 1992 | Champions Trophy       | Karachi, Pakistan     | Vierde plaats |

Marc Benninga · 
Floris Jan Bovelander · 
Jacques Brinkman · 
Maurits Crucq · 
Marc Delissen · 
Cees Jan Diepeveen · 
Patrick Faber · 
Taco van den Honert · 
Ronald Jansen · 
René Klaassen · 
Hendrik Jan Kooijman · 
Jan Hidde Kruize · 
Frank Leistra · 
Erik Parlevliet · 
Gert Jan Schlatmann · 
Tim Steens ·
Coach: Hans Jorritsma